# Enrico Zaina
Enrico Zaina (Brescia, Llombardia, 27 de setembre de 1967) és un ciclista italià, ja retirat, que fou professional entre 1989 i el 2000. Bon escalador, en el seu palmarès destaquen tres victòries d'etapa al Giro d'Itàlia, una el 1995 i dues el 1996, edició que finalitzà en la segona posició final rere Pàvel Tonkov. El 1992 també guanyà una etapa de la Volta a Espanya.

## Palmarès
- 1983
  - 1r al Trofeu Franco Balestra
- 1986
  - 1r al Trofeu Alvaro Bacci
- 1988
  - 1r al Giro della Valle d'Aosta
  - 1r a la Bassano-Monte Grappa
- 1992
  - Vencedor d'una etapa a la Volta a Espanya
- 1993
  - 1r a la Settimana Ciclistica Bergamasca
- 1995
  - Vencedor d'una etapa al Giro d'Itàlia
- 1996
  - Vencedor de 2 etapes al Giro d'Itàlia
- 1999
  - Vencedor d'una etapa a la Setmana Ciclista Lombarda

### Resultats al Giro d'Itàlia
- 1990. 16e de la classificació general.
- 1991. 45e de la classificació general.
- 1992. 28e de la classificació general.
- 1993. 16e de la classificació general.
- 1994. 26e de la classificació general.
- 1995. 7e de la classificació general. Vencedor d'una etapa
- 1996. 2n de la classificació general. Vencedor de 2 etapes
- 1997. No surt (13a etapa)
- 1998. No surt (18a etapa)
- 1999. No surt (21a etapa)
- 2000. Abandona (10a etapa)

### Resultats al Tour de França
- 1991. 93e de la classificació general.
- 1994. 39e de la classificació general.
- 1995. 42e de la classificació general.
- 1996. Abandona (3a etapa)
- 2000. 38e de la classificació general.

### Resultats a la Volta a Espanya
- 1989. Abandona (9a etapa)
- 1992. 53e de la classificació general. Vencedor d'una etapa
- 1993. 39e de la classificació general.
- 1997. 4t de la classificació general.